# 雲仙市立千々石中学校
雲仙市立千々石中学校（うんぜんしりつ ちぢわちゅうがっこう）は、長崎県雲仙市千々石町己にある公立中学校。略称は「千中」。

## 概要
歴史
1947年（昭和22年）の学制改革で新制中学校「千々石町立千々石中学校」として創立。2012年（平成24年）に創立65周年を迎えた。
校訓
「誠実・勤勉」
校章
創立した1947年（昭和22年）に旧国民学校高等科 美術教諭の川崎敏郎によってデザインされた。海の波を図案化したものを背景にして、中央に「中」の文字を置いている。
校歌
1954年（昭和29年）に制定。作詞は村山直一、作曲は井手口史朗による。歌詞は3番まであり、各番に校名の略称「千中校」が登場する。
愛歌
「千中愛歌」- 作詞は堀川純義、作曲は金子幸子による。歌詞は2番まである。
校区
雲仙市千々石町全域。小学校区は雲仙市立千々石第一小学校、雲仙市立千々石第二小学校。

## 沿革
- 1947年（昭和22年）
  - 4月1日 - 学制改革（六・三制の実施）が行われる。
    - 旧・南串山第一国民学校の初等科が改組され、千々石町立第一小学校（修業年限6年,義務教育）となる。
    - 旧・南串山第一国民学校の高等科が青年学校の普通科とともに改組され、「千々石町立千々石中学校」（修業年限3年,義務教育）となる。
      - 当面の間、中学校の校舎は第一小学校に併設され、教室不足のため午前・午後と二部授業を行うことになる。

  - この年 - 校章を制定。
- 1949年（昭和24年）6月3日 - 長崎三菱造船所土井首寮の解体資材を利用して、神ノ下に木造平屋建ての中学校校舎が一部完成。1年生と3年生が移転を完了。
- 1950年（昭和25年）9月27日 - 木造平屋建ての完成により、2年生も移転を完了し、全学年が同じ校舎にそろう。
- 1954年（昭和29年）5月22日 - 校歌を制定。
- 1962年（昭和37年）- 女子制服を制定。
- 1967年（昭和42年）
  - 4月 - 特殊学級を設置。
  - 5月2日 - 創立20周年を記念してブラスバンド部を創設。
- 年月日不詳 - 体育館が完成。
- 1978年（昭和53年）- 鉄筋コンクリート造3階建ての新校舎普通教室棟が完成し、移転を完了。
- 1979年（昭和54年）
  - 2月17日 - 管理棟が完成。
  - 9月8日 - プールが完成。
  - 9月30日 - 運動場にナイター設備を設置。
- 1987年（昭和62年）3月10日 - 創立40周年を記念して校旗を新調。
- 2005年（平成17年）10月11日 - 雲仙市の発足により、「雲仙市立千々石中学校」（現校名）に改称。

## 交通
最寄りのバス停は、島鉄バス島原・雲仙・愛野・諫早線の「橘神社前」バス停である。
最寄りの国道として、国道57号が通過している。

## 周辺
- 雲仙市役所 千々石総合支所（旧・千々石町役場）
- 雲仙市立千々石第一小学校